# Greatest Hits (album Vangelisa)
Greatest Hits – dwupłytowa kompilacja utworów Vangelisa z lat 1975–1981. Płyta wydana w 1991 r. na rynek niemiecki, zawierała nagrania głównie z płyt Heaven and Hell, Albedo 0.39 i Spiral.

## Spis utworów
CD 1:
1. To the unknown man (9:03)
2. 12 o’clock (5:19)
3. Bacchanale (4:41)
4. Pulsar (5:46)
5. Beaubourg (excerpt) (10:36)
6. Dervish D (5:15)

CD 2:
1. Spiral (6:58)
2. Alpha (5:47)
3. Albedo 0.39 (4:23)
4. A way (3:30)
5. Theme from the tv series „Cosmos” (Heaven And Hell 3rd movement) (4:06)
6. So long ago, so clear (5:03)
7. Ballad (8:28)
8. Sword of Orion (1:57)